# Ex nunc
Ex nunc is een Latijnse term voor een rechtsbeginsel dat wordt gebruikt in de rechtswetenschap en rechtspraak, het betekent zoveel als "vanuit het heden", zoals de situatie nu is. Als de rechter de actuele situatie beziet tijdens de toetsing van een bezwaarschrift betreft het een heroverweging ex nunc, de rechter kijkt dan naar de huidige omstandigheden, zowel wat betreft de feiten als de wet- en regelgeving. De wetgever bepaalt wanneer de rechter ex nunc moet toetsen.
Tegenover het begrip ex nunc staat het begrip ex tunc - toetsen naar de situatie van toen.
In het vreemdelingenrecht heroverweegt de rechter bijvoorbeeld ex nunc. Maar als een zaak door de Hoge Raad wordt terugverwezen naar een gerechtshof, vindt toetsing plaats naar de stand van het moment van de gecasseerde uitspraak, ex tunc.

## Wetgeving
Wetten gelden in de regel nadat ze zijn afgekondigd, ex nunc (artikel 4 Wet Algemene bepalingen). Hierdoor wordt de wet alleen toegepast op die gevallen die zich voordoen na de datum dat een wet officieel is gepubliceerd en iedereen er kennis van heeft kunnen nemen. Bij hoge uitzondering kan de wetgever bepalen dat een wet al geldt vóór de datum van uitvaardiging, met bepaling van de vroegere datum, ex tunc. Regels uit een wet met terugwerkende kracht kunnen ook betrekking hebben op situaties vóór het uitvaardigen van de nieuwe wet. Met het oog op de rechtszekerheid wordt dit niet vaak gedaan. Voor wetten met strafbaarstellingen is terugwerkende kracht uitdrukkelijk verboden in de Grondwet en bij internationale verdragen. Dat noemt men het legaliteitsbeginsel.

## Rechterlijke toetsing
Volgens vaste rechtspraak van de hoogste bestuursrechter, de Afdeling bestuursrechtspraak van de Raad van State, moet bij het nemen van een beslissing op bezwaar door een bestuursorgaan het recht worden toegepast zoals dat op dat moment geldt (toetsing ex nunc), men noemt dit de volledige heroverweging (art. 7:11 Awb). Onder bijzondere omstandigheden is daarop een uitzondering mogelijk. In de woorden van de rechtspraak: Het in bezwaar geldende uitgangspunt van een volledige heroverweging ex nunc brengt met zich dat in beginsel bij die heroverweging getoetst moet worden aan de regelgeving en het beleid ten tijde van de te nemen beslissing op bezwaar. De enkele omstandigheid dat een belanghebbende door toepassing van nieuw recht in een ongunstiger positie komt, is onvoldoende om af te wijken van dit uitgangspunt. Wel kan in bijzondere gevallen aanleiding bestaan van dit uitgangspunt af te wijken.